# 알렉산드르 시도렌코
알렉산드르 알렉산드로비치 시도렌코(러시아어: Александр Александрович Сидоренко, 우크라이나어: Олександр Олександрович Сидоренко 올렉산드르 올렉산드로비치 시도렌코[*], 1960년 5월 27일~2022년 2월 20일)는 소비에트 연방 대표로 활동했던 우크라이나의 수영 선수로, 개인혼영을 전문적으로 활약하였다.

## 이력
마리우폴 출신으로 그는 신장 187cm(6ft 2in), 체중 82kg(181 lb)이며 1980년 모스크바 올림픽에서 400m 개인혼영 종목의 금메달을 획득하였다.
1981년 유럽 선수권과 1982년 세계 선수권 대회에서 200m 개인혼영 챔피언이기도 하였다.
1977년과 1986년 사이에 20회의 국내 챔피언이 되었으며, 1982년 모스크바 올림픽 동메달리스트 옐레나 크루글로바와 결혼하였다.
1987년부터 2014년까지 수구 팀 일리체베츠(현 마리우폴)의 감독으로 있었다.
2022년 2월 20일 코로나바이러스감염증-19으로 61세 나이로 사망하였다.